# Elecciones municipales de Cajamarca de 2014
Las elecciones municipales de Cajamarca de 2014 se llevaron a cabo el 5 de octubre de 2014 para elegir al alcalde y al Concejo Provincial de Cajamarca para el periodo 2015-2018. La elección se celebró simultáneamente con elecciones regionales y municipales (provinciales y distritales) en todo el Perú.

## Sistema electoral
La Municipalidad Provincial de Cajamarca es el órgano administrativo y de gobierno de la provincia de Cajamarca. Está compuesta por el alcalde y el Concejo Provincial.
La votación del alcalde y el concejo se realiza en base al sufragio universal, que comprende a todos los ciudadanos nacionales mayores de dieciocho años, empadronados y residentes en la provincia de Cajamarca y en pleno goce de sus derechos políticos, así como a los ciudadanos no nacionales residentes y empadronados en la provincia de Cajamarca.
El Concejo Provincial de Cajamarca está compuesto por 13 regidores elegidos por sufragio directo para un período de cuatro (4) años, en forma conjunta con la elección del alcalde (quien lo preside). La votación es por lista cerrada y bloqueada. Se asigna a la lista ganadora los escaños según el método d'Hondt o la mitad más uno, lo que más le favorezca.

## Composición del Concejo Provincial de Cajamarca
La siguiente tabla muestra la composición del Concejo Provincial de Cajamarca antes de las elecciones.
| Partidos | Partidos                      | Regidores |
| -------- | ----------------------------- | --------- |
|          | Restauración Nacional         | 8         |
|          | Partido Aprista Peruano       | 2         |
|          | Frente Independiente Regional | 2         |
|          | Frente Regional de Cajamarca  | 1         |

## Partidos y candidatos
A continuación se muestra una lista de los principales partidos y alianzas electorales que participaron en las elecciones:
| Candidatura | Candidatura | Partidos y alianzas                                                | Candidatos | Candidatos               | Ideología                                                          | Resultado previo | Resultado previo | Ref. |
| Candidatura | Candidatura | Partidos y alianzas                                                | Candidatos | Candidatos               | Ideología                                                          | Votos (%)        | Reg.             | Ref. |
| ----------- | ----------- | ------------------------------------------------------------------ | ---------- | ------------------------ | ------------------------------------------------------------------ | ---------------- | ---------------- | ---- |
|             | RN          | Lista - Restauración Nacional (RN)                                 |            | David Lara Ascorbe       | Liberalismo económico Humanismo cristiano Evangelismo              | 38.03%           | 8                |      |
|             | APRA        | Lista - Partido Aprista Peruano (APRA)                             |            | Roberto Canto Burga      | Aprismo                                                            | 14.83%           | 2                |      |
|             | FRC         | Lista - Frente Regional de Cajamarca (FRC)                         |            | Víctor Villar Narro      | Regionalismo cajamarquino                                          | 6.35%            | 1                |      |
|             | FSC         | Lista - Movimiento Regional Fuerza Social Cajamarca (FSC)          |            | Leomar Alaba Hoyos       | Regionalismo cajamarquino                                          | 5.02%            | 0                |      |
|             | FP          | Lista - Fuerza Popular (FP)                                        |            | Manuel Becerra Vílchez   | Fujimorismo Conservadurismo social Populismo de derecha            | 4.29%            | 0                |      |
|             | PP          | Lista - Perú Posible (PP)                                          |            | Miguel Rojas Meléndez    | Socioliberalismo Democracia liberal Tercera vía                    | 2.88%            | 0                |      |
|             | APP         | Lista - Alianza para el Progreso (APP)                             |            | Fernando Silva Martos    | Liberalismo económico Conservadurismo liberal Populismo de derecha | 2.84%            | 0                |      |
|             | UPP         | Lista - Unión por el Perú (UPP)                                    |            | Jaime Noriega Licham     | Nacionalismo de izquierda Socialdemocracia                         | 1.14%            | 0                |      |
|             | SU          | Lista - Siempre Unidos (SU)                                        |            | Luis Guerrero Figueroa   | Partido atrapalotodo                                               | Nuevo            | Nuevo            |      |
|             | PHP         | Lista - Partido Humanista Peruano (PHP)                            |            | Jorge Malca Chávez       | Humanismo Socialismo Ecosocialismo                                 | Nuevo            | Nuevo            |      |
|             | DD          | Lista - Democracia Directa (Perú) (DD)                             |            | Herman Bueno Cabrera     | Socialismo Nacionalismo de izquierda Ecologismo                    | Nuevo            | Nuevo            |      |
|             | VP          | Lista - Vamos Perú (VP)                                            |            | Mauro Arteaga García     | Populismo Socialdemocracia                                         | Nuevo            | Nuevo            |      |
|             | FA          | Lista - Frente Amplio (FA)                                         |            | Sergio Sánchez Ibáñez    | Socialismo Ecologismo Descentralización                            | Nuevo            | Nuevo            |      |
|             | LPC         | Lista - Luchemos por Cajamarca (LPC)                               |            | Gabriel Gonzales Delgado | Regionalismo cajamarquino                                          | Nuevo            | Nuevo            |      |
|             | MIDS        | Lista - Movimiento Independiente Diálogo Social (MIDS)             |            | Walter Pereyra Díaz      | Regionalismo cajamarquino                                          | Nuevo            | Nuevo            |      |
|             | IND         | Lista - Lista Independiente N° 1 Gobernabilidad e Inclusión Social |            | Eduardo Quiroz Rojas     | Localismo cajamarquino                                             | Nuevo            | Nuevo            |      |
|             | IND         | Lista - Lista Independiente N° 3 Cajamarca en Acción               |            | Jesús Julca Díaz         | Localismo cajamarquino                                             | Nuevo            | Nuevo            |      |
|             | IND         | Lista - Lista Independiente N° 5 Esperanza del Pueblo              |            | Marco Bonifacio Sánchez  | Localismo cajamarquino                                             | Nuevo            | Nuevo            |      |

## Sondeos de opinión
Las siguientes tablas enumeran las estimaciones de la intención de voto en orden cronológico inverso, mostrando las más recientes primero y utilizando las fechas en las que se realizó el trabajo de campo de la encuesta. Cuando se desconocen las fechas del trabajo de campo, se proporciona la fecha de publicación.
Leyenda:
     Sondeo realizado en el periodo de prohibición legal de la difusión de sondeos de intención de voto.

### Intención de voto
La siguiente tabla enumera las estimaciones ponderadas (sin incluir votos en blanco y nulos) de la intención de voto.
|                                |            |   |      |      |      |     |     |      |  |  |  |  |  |
| Elecciones municipales de 2014 | 5 oct 2014 | — | 31.2 | 17.3 | 14.2 | 7.9 | 6.6 | 13.9 |  |  |  |  |  |
|                                |            |   |      |      |      |     |     |      |  |  |  |  |  |
| Ipsos Perú/América             | 5 oct 2014 | ? | 30.9 | 24.3 | 16.2 | –   | –   | 6.6  |  |  |  |  |  |

## Resultados

### Sumario general
|                        |                                                            |              |              |              |           |           |  |  |
| Partidos y coaliciones | Partidos y coaliciones                                     | Voto popular | Voto popular | Voto popular | Regidores | Regidores |  |  |
| Partidos y coaliciones | Partidos y coaliciones                                     | Votos        | %            | ±pp          | Total     | +/−       |  |  |
|                        | Fuerza Popular (FP)                                        | 50,478       | 31.23        | n/a          | 8         | +8        |  |  |
|                        | Lista Independiente N° 3 Cajamarca en Acción               | 27,985       | 17.31        | n/a          | 2         | +2        |  |  |
|                        | Frente Amplio (FA)                                         | 22,984       | 14.22        | Nuevo        | 2         | +2        |  |  |
|                        | Frente Regional de Cajamarca (FRC)                         | 12,751       | 7.89         | +1.54        | 1         | ±0        |  |  |
|                        | Lista Independiente N° 5 Esperanza del Pueblo              | 10,593       | 6.55         | n/a          | 0         | ±0        |  |  |
|                        | Movimiento Regional Fuerza Social Cajamarca (FSC)          | 5,792        | 3.58         | –1.44        | 0         | ±0        |  |  |
|                        | Luchemos por Cajamarca (LPC)                               | 4,816        | 2.98         | Nuevo        | 0         | ±0        |  |  |
|                        | Partido Aprista Peruano (APRA)                             | 4,558        | 2.82         | –12.01       | 0         | –2        |  |  |
|                        | Movimiento Independiente Diálogo Social (MIDS)             | 3,969        | 2.46         | Nuevo        | 0         | ±0        |  |  |
|                        | Alianza para el Progreso (APP)                             | 3,865        | 2.39         | –0.45        | 0         | ±0        |  |  |
|                        | Siempre Unidos (SU)                                        | 3,484        | 2.16         | Nuevo        | 0         | ±0        |  |  |
|                        | Democracia Directa (DD)                                    | 3,024        | 1.87         | Nuevo        | 0         | ±0        |  |  |
|                        | Restauración Nacional (RN)                                 | 2,050        | 1.27         | –36.76       | 0         | –8        |  |  |
|                        | Unión por el Perú (UPP)                                    | 1,705        | 1.05         | –0.09        | 0         | ±0        |  |  |
|                        | Partido Humanista Peruano (PHP)                            | 1,212        | 0.75         | Nuevo        | 0         | ±0        |  |  |
|                        | Perú Posible (PP)                                          | 838          | 0.52         | –2.36        | 0         | ±0        |  |  |
|                        | Vamos Perú (VP)                                            | 784          | 0.48         | Nuevo        | 0         | ±0        |  |  |
|                        | Lista Independiente N° 1 Gobernabilidad e Inclusión Social | 765          | 0.47         | n/a          | 0         | ±0        |  |  |
|                        |                                                            |              |              |              |           |           |  |  |
| Total                  | Total                                                      | 161,653      |              |              | 13        | ±0        |  |  |
|                        |                                                            |              |              |              |           |           |  |  |
| Votos válidos          | Votos válidos                                              | 161,653      | 78.35        | +1.53        |           |           |  |  |
| Votos en blanco        | Votos en blanco                                            | 26,339       | 12.77        | +4.54        |           |           |  |  |
| Votos nulos            | Votos nulos                                                | 18,328       | 8.88         | –6.07        |           |           |  |  |
| Votos emitidos         | Votos emitidos                                             | 206,320      | 86.14        | –2.81        |           |           |  |  |
| Abstenciones           | Abstenciones                                               | 33,191       | 13.86        | +2.81        |           |           |  |  |
| Votantes registrados   | Votantes registrados                                       | 239,511      |              |              |           |           |  |  |
|                        |                                                            |              |              |              |           |           |  |  |
| Fuente:                |                                                            |              |              |              |           |           |  |  |

## Elecciones municipales distritales

### Resultados por distrito
La siguiente tabla enumera el control de los distritos de la provincia de Cajamarca. El cambio de mando de una organización política se resalta del color de ese partido.
| Distrito           | Alcalde(sa) titular    | Partido político | Partido político             | Alcalde(sa) electo(a)        | Partido político | Partido político                |
| ------------------ | ---------------------- | ---------------- | ---------------------------- | ---------------------------- | ---------------- | ------------------------------- |
| Asunción           | Segundo Vigo Muñoz     |                  | Frente Regional de Cajamarca | Juan Torrel Rabanal          |                  | Partido Aprista Peruano         |
| Chetilla           | Israel Mendoza Tomay   |                  | Partido Aprista Peruano      | Augusto Iglesias Alegría     |                  | Frente Regional de Cajamarca    |
| Cospán             | José Alcántara Infante |                  | Acción Popular               | Luciano Mendez Alcántara     |                  | Fuerza Popular                  |
| Encañada           | Jorge Vásquez Bazán    |                  | Frente Regional de Cajamarca | Guillermo Huamán Díaz        |                  | Encañadinos en Acción           |
| Jesús              | Víctor Cerna Vásquez   |                  | Acción Popular               | César Plasencia Fernández    |                  | Movimiento de Afirmación Social |
| Llacanora          | Jorge Lozano Mejía     |                  | Frente Regional de Cajamarca | Wilder Quiliche Quiroz       |                  | Cajamarca Siempre Verde         |
| Los Baños del Inca | Jesús Julca Díaz       |                  | Bañosinos en Acción          | Teodoro Palomino Ríos        |                  | Propuesta Vecinal               |
| Magdalena          | José Leyva Miranda     |                  | Unión por el Perú            | Isaías Tarrillo Terrones     |                  | Acción Popular                  |
| Matara             | Víctor Llerena Muñoz   |                  | Partido Aprista Peruano      | Elmer Muñoz Pablo            |                  | Fuerza Social Cajamarca         |
| Namora             | Segundo Quiroz Romero  |                  | Partido Aprista Peruano      | Hermerejildo Escobal Cerquín |                  | Somos Perú                      |
| San Juan           | Juan Aranda Crisólogo  |                  | Frente Regional de Cajamarca | Edinson Terán Medina         |                  | Partido Popular Cristiano       |